# Henric al II-lea de Bavaria
Henric al II-lea, supranumit cel Certăreț (n. 951 – d.c. 995) a fost duce de Bavaria și margraf de Verona de repetate ori, începând din anul 955.
Henric a fost fiul ducelui Henric I de Bavaria și al soției sale, Iudita. 
El a succedat tatălui său de la vârsta de 4 ani, sub tutela mamei sale. Soția sa a fost Gisela de Burgundia, după care în 974 a început acțiunea de a-l înlătura pe regele Otto al II-lea de pe tronul Germaniei. Căzut prizonier la Ingelheim, a reușit să scape și a instigat Bavaria la revoltă, însă a fost înfrânt în 976 și spoliat de ducatul său. După Războiul celor Trei Henrici din 978, Henric a fost trecut sub custodia episcopului de Utrecht. Drept consecință a revoltei sale, Bavaria a pierdut mărcile din sud-est, inclusiv Austria.
După moartea lui Otto al II-lea, Henric a fost eliberat din captivitate și a încercat din nou să uzurpe tronul Sfântului Imperiu Roman, răpindu-l pe Otto al III-lea care era încă minor. Deși a eșuat în tentativa de a prelua controlul asupra imperiului, Henric a reușit să reocupe Bavaria.
Fiica sa, Gisela a fost căsătorită cu regele Ștefan I al Ungariei, în vreme ce fiul său, Henric a devenit împărat romano-german, sub numele de Henric al II-lea.